# 科爾尼鄉 (加拉茨縣)
45°51′27″N 27°46′58″E / 45.85750°N 27.78278°E
科爾尼鄉（羅馬尼亞語：Comuna Corni, Galați），是羅馬尼亞的鄉份，位於該國東部，由加拉茨縣負責管轄，面積54平方公里，海拔高度128米，2007年人口2,366，人口密度每平方公里44人。